# Pinot lièbault
Pour les articles homonymes, voir Liébault.
Le pinot lièbault Nest un cépage de cuve français. Il était mentionné dans les anciens décrets définissant les AOC françaises. Toutefois, aucune description n'est disponible de ce cépage.

## Origine et répartition géographique
Encore utilisé en Bourgogne.